# Gripopteryx elisae
Gripopteryx elisae is een steenvlieg uit de familie Gripopterygidae. De wetenschappelijke naam van de soort is voor het eerst geldig gepubliceerd in 1964 door Illies.